# Temporada 1997 del Campeonato de España de Rally
La temporada 1997 fue la edición 41.ª del Campeonato de España de Rally. Comenzó el 6 de marzo en el Rally El Corte Inglés y terminó el 9 de noviembre en el Rally Villa de Madrid. El calendario estaba formado por trece pruebas de las cuales tres, eran puntuables para el Campeonato de Europa de Rally.

## Calendario
| #  | Fecha                   | Rally                                  | Series |
| -- | ----------------------- | -------------------------------------- | ------ |
| 1  | 6-8 de marzo            | 21.er Rallye El Corte Inglés           | ERC    |
| 2  | 15-17 de marzo          | 15.º Rally Villa de Adeje              |        |
| 3  | 14-16 de abril          | 33.er Rally Cataluña-Costa Brava       | WRC    |
| 4  | 2-4 de mayo             | 20.º Rally Sierra Morena               |        |
| 5  | 16-18 de mayo           | 19.º Rallye Caja Cantabria             |        |
| 6  | 30 de mayo - 1 de junio | 21.er Rallye Villa de Llanes           |        |
| 7  | 20-22 de junio          | 30.º Rally de Ourense                  |        |
| 8  | 4-6 de julio            | 21.er Rallye de Avilés                 |        |
| 9  | 25-27 de julio          | 33.er Rally Rías Baixas                |        |
| 10 | 11-13 de septiembre     | 34.º Rallye Príncipe de Asturias       | ERC    |
| 11 | 3-5 de octubre          | 19.º Rally San Froilán                 |        |
| 12 | 17-18 de octubre        | 15.º Rallye Internacional de La Coruña | ERC    |
| 13 | 7-9 de noviembre        | 14.º Rally Villa de Madrid             |        |

## Equipos
| Equipo               | Vehículo                  | Piloto              | Copiloto            | Rondas            |
| Equipos oficiales    | Equipos oficiales         | Equipos oficiales   | Equipos oficiales   | Equipos oficiales |
| -------------------- | ------------------------- | ------------------- | ------------------- | ----------------- |
| Citroën Hispania     | Citroën ZX Kit Car        | Jesús Puras         | Carlos del Barrio   | 1-10, 12          |
| Peugeot Sport España | Peugeot 306 Maxi          | Jaime Azcona        | Julius Billmaier    | 1-10, 13          |
| Peugeot Sport España | Peugeot 106 Kit Car       | Miguel Ángel Fuster | José Vicente Medina | 1-5, 7-10         |
| Peugeot Sport España | Peugeot 306 S16           | Miguel Ángel Fuster | José Vicente Medina | 13                |
| Ford España          | Ford Escort Kit Car       | Daniel Alonso       | Salvador Belzunces  | 1-3, 5-6          |
| Ford España          | Ford Escort Maxi Kit Car  | Daniel Alonso       | Salvador Belzunces  | 8-13              |
| Renault Sport España | Renault Mégane Maxi       | Luis Climent        | Álex Romaní         | 12-13             |
| Equipos privados     |                           |                     |                     |                   |
| Escudería Ourense    | Citroën ZX 16V            | Sergio Vallejo      | Diego Vallejo       | 1, 4-7, 12-13     |
| Escudería Ourense    | Peugeot 106 XSi           | Sergio Vallejo      | Diego Vallejo       | 8                 |
| Escudería Ourense    | Citroën Saxo VTS          | Sergio Vallejo      | Diego Vallejo       | 11                |
| Escudería San Fermín | Citroën ZX 16V            | Javier Azcona       | Inma Vittorini      | 4-7, 9-10, 13     |
| Luis Climent         | Mitsubishi Lancer Evo III | Luis Climent        | José Antonio Muñoz  | 3                 |
| Club Jarama RACE     | Peugeot 106 Rallye        | Ignacio Sanfilippo  | Josep María Ricarte | 1, 3-7            |
| Club Jarama RACE     | Peugeot 106 Rallye        | Ignacio Sanfilippo  | Eduardo Incera      | 9-10              |
| Club Jarama RACE     | Peugeot 306 Maxi          | Ignacio Sanfilippo  | Eduardo Incera      | 13                |

## Resultados

### Campeonato de pilotos
| Pos. | Piloto                | COI | ADE | CAT | SMO | CAN | LLA | OUR | AVI | RBX | PDA | FRO | COR | MAD | Puntos |
| ---- | --------------------- | --- | --- | --- | --- | --- | --- | --- | --- | --- | --- | --- | --- | --- | ------ |
| 1.   | Jesús Puras           | 1   | 1   | Ret | Ret | 1   | 1   | 1   | 2   | Ret | 1   |     | Ret |     | 1.430  |
| 2.   | Jaime Azcona          | Ret | Ret | 1   | 1   | Ret | 2   | 3   | 1   | 1   | Ret |     |     | 3   | 1.166  |
| 3.   | Miguel Ángel Fuster   | 7   | Ret | 3   | Ret | 2   |     | 4   | 3   | 3   | 5   |     |     | 5   | 1.022  |
| 4.   | Miguel Martínez-Conde | 2   | 2   | Ret |     | Ret | 3   | 2   |     |     | 3   |     | Ret | 2   | 970    |
| 5.   | Daniel Alonso         | 3   | 3   | 2   |     | Ret | 4   |     | Ret | Ret |     | 1   | 2   | 6   | 907    |
| 6.   | Sergio Vallejo        | Ret |     |     | 3   | 3   |     | Ret | 5   | 5   |     | 2   |     | 9   | 666    |
| 7.   | Jon Casais            |     |     |     | 5   | 6   |     | 6   |     | Ret | 6   |     | 3   | Ret | 486    |
| 8.   | Javier Azcona         |     |     |     | 2   | 5   | 5   | Ret |     | Ret | 4   |     |     | 10  | 472    |
| 9.   | Ignacio Sanfilippo    | 9   |     | 7   |     | 8   |     | 14  |     | 10  |     |     |     | Ret | 434    |
| 10.  | Luis Climent          |     |     | Ret |     |     |     |     |     |     |     |     | 1   | 1   | 416    |

### Campeonato de marcas
| Pos. | Marca   | Puntos |
| ---- | ------- | ------ |
| 1.   | Peugeot | 921    |
| 2.   | Citroën | 505    |
| 3.   | Renault | 417    |
| 4.   | FIAT    | 407    |
| 5.   | Ford    | 252    |

### Campeonato de copilotos
| Pos. | Piloto              | Puntos |
| ---- | ------------------- | ------ |
| 1.   | Carlos del Barrio   | 1430   |
| 2.   | Julius Billmaier    | 1166   |
| 3.   | José Vicente Medina | 1022   |
| 4.   | Felipe Alonso       | 970    |
| 5.   | Salvador Belzunces  | 907    |
| 6.   | Diego Vallejo       | 558    |
| 7.   | Inma Vittorini      | 472    |
| 8.   | Álex Romaní         | 416    |
| 9.   | Queralt Díaz        | 408    |
| 10.  | A. Sanchís          | 370    |

### Grupo N
| Pos. | Piloto             | Puntos |
| ---- | ------------------ | ------ |
| 1.   | Ignacio Sanfilippo | 1124   |
| 2.   | Roberto Solís      | 1033   |
| 3.   | Jordi Griñó        | 938    |
| 4.   | David Nafría       | 814    |
| 5.   | Antonio Garrido    | 788    |

### Desafío Peugeot
| Pos. | Piloto             | Puntos |
| ---- | ------------------ | ------ |
| 1.   | Ignacio Sanfilippo | 914    |
| 2.   | Jordi Griñó        | 866    |
| 3.   | Roberto Solís      | 795    |
| 4.   | Amador Vidal       | 704    |
| 5.   | David Nafría       | 700    |
| 6.   | Leonardo Sabán     | 608    |
| 7.   | Aitor Zubillaga    | 566    |
| 8.   | Alberto Sansegundo | 404    |
| 9.   | Alfonso Poza       | 296    |
| 10.  | Jonathan de Miguel | 258    |

### Trofeo Citroën de rallyes
| Pos. | Piloto         | Puntos |
| ---- | -------------- | ------ |
| 1.   | Jaime Azcona   | 861    |
| 2.   | Sergio Vallejo | 738    |
| 3.   | Jon Casais     | 733    |
| 4.   | Arturo Rial    | 418    |
| 5.   | Roberto Blach  | 353    |

### Copa Ibiza 16V
| Pos. | Piloto                | Puntos |
| ---- | --------------------- | ------ |
| 1.   | Salvador Cañellas jr. | 90     |
| 2.   | Alfonso Loza          | 64     |
| 3.   | Manolo Cabo           | 63     |
| 4.   | Félix García          | 48     |
| 5.   | Félix Álvarez         | 43     |
| 6.   | Luis Dopico           | 19     |
| 7.   | Bernardo Zozaya       | 14     |
| 8.   | Alberto Sánchez       | 12     |
| 9.   | Ignacio Hervas        | 12     |
| 10.  | Miguel A. Valiero     | 11     |